# 2838 Takase
2838 Takase (1971 UM1) là một tiểu hành tinh vành đai chính được phát hiện ngày 16 tháng 10 năm 1971 bởi L. Kohoutek ở Bergedorf.